# Czerlany
Czerlany (ukr. Черляни) – wieś na Ukrainie w rejonie lwowskim (wcześniej w rejonie gródeckim) należącym do obwodu lwowskiego, nad rzeką Wereszyca.
W Czerlanach powstała papiernia, którą usprawnił Franciszek Rychnowski, a od 1871 do 1876 prowadził Karol Scipio del Campo, zaś na początku XX wieku przejął dr Henryk Kolischer.
W 1882 we wsi urodził się Jakub Krzemieński, późniejszy generał brygady Wojska Polskiego.
Po kampanii wrześniowej we wsi założono jeniecki obóz pracy przymusowej dla wziętych do niewoli żołnierzy Wojska Polskiego. Obóz został zorganizowany w kwietniu 1941 r. i istniał do napaści Niemiec na ZSRR. W obozie przebywało od 800 do 2000 jeńców. Wzięci do niewoli żołnierze pracowali przy budowie lotniska po 12 godzin dziennie. Teren robót ziemnych był ogrodzony drutem kolczastym, a porządku doglądało NKWD. Za wykonaną normę jeńcy otrzymywali 400 g chleba i dwa razy dziennie zupę, zaś za niewykonaną – 300 g chleba i raz zupę. Komendant obozu zorganizował orkiestrę i chór. W czasie wymarszu jeńców na roboty i ich powrotu orkiestra grała przy bramie, a chór śpiewał piosenki po rosyjsku. Miało to poprawić wydajność pracy. Niestawiających się w miejscu robót karano karcerem, zakazywano wysyłać listy do rodziny. Nocami NKWD prowadziło przesłuchania, stosując tortury psychicznie i fizycznie. Kilka razy w tygodniu prowadzono pogadanki polityczne, na których informowano jeńców o wydarzeniach ze świata. O Polsce mówiono, że przestała istnieć raz na zawsze. Po wybuchu wojny niemiecko-radzieckiej obóz został pieszo ewakuowany do Starobielska.